# Test de résistance de sûreté
 (avril 2024).
Un test de résistance de sûreté (en anglais : stress test) est, en Europe, un réexamen de sûreté des centrales nucléaires ciblé sur les problématiques soulevées par l'accident nucléaire de Fukushima, à savoir la résistance de l'installation nucléaire à des phénomènes naturels extrêmes mettant à l’épreuve les fonctions de sûreté des installations et conduisant à un accident grave. 
Cette évaluation permet de vérifier le dimensionnement de l'installation, d'apprécier sa robustesse pour résister à des sollicitations supérieures à celles pour lesquelles elle a été dimensionnée et de définir des éventuelles modifications.
Le cahier des charges est approuvé le 25 mai 2011. Les tests doivent être lancés au plus tard le 1er juin 2011. Chaque état membre doit ensuite remettre un rapport intermédiaire le 15 septembre 2011 et le rapport définitif le 31 décembre 2011.

## Contexte
Le 11 mars 2011, un séisme de magnitude 9 déclenche un tsunami qui dévaste la côte Pacifique du Tōhoku au Japon et provoque l'accident nucléaire de Fukushima : la centrale nucléaire est endommagée, provoquant un défaut de refroidissement, des fusions de cœur dans plusieurs réacteurs puis des ruptures de confinement et d'importants rejets radioactifs. Les conséquences de la catastrophe nucléaire et l'intense couverture médiatique de l'évolution de la situation ont relancé le débat sur l’utilisation de l’énergie nucléaire dans de nombreux pays de l'Union Européenne, dont l'Allemagne, la Belgique, la France et l'Italie.
Le 15 mars, en écho aux annonces du Premier ministre français à l'Assemblée nationale qui en appelle surtout à la solidarité, Günther Oettinger, commissaire européen à l'énergie, affirme que l'Union européenne s'est mise d'accord pour engager l'organisation avant la fin de l'année de tests de résistances européens pour toutes les centrales européennes, dans l'optique d'une réévaluation des risques et d'un durcissement des normes de sécurité.
La Commission européenne confirme sa demande de réalisation de tests de résistance pour l'ensemble des installations nucléaires. Ces opérations sont réalisées en 2011, sur la base du volontariat, les évaluations sont menées par des autorités nationales indépendantes et leurs résultats doivent être rendus publics,,.

## Cahier des charges
Un premier ensemble de critères, supposé constituer la base des recommandations pour les essais, a été rédigé par WENRA (Western European Nuclear Regulators Association), l’association européenne des autorités de sûreté nucléaire, élaboré en avril 2011 et présenté en séance plénière des 12 et 13 mai 2011. Le groupe, qui est membre de l'ENSREG, a en particulier recommandé que les centrales nucléaires soient testées pour leur capacité à résister aux séismes, inondations et « d'autres événements naturels extrêmes » mais pas aux catastrophes d'origine humaine.
Au vu de ce premier cahier des charges, le ministre de l'Environnement autrichien Nikolaus Berlakovich, dont le pays a renoncé au nucléaire à la fin des années 1970, comme les écologistes européens, par la voix de Rebecca Harms, co-leader des Verts au Parlement européen, ont dénoncé l'absence de prise en compte du risque terroriste ou informatique. Ils ont également souligné la nécessité de recourir à des experts indépendants pour mener ces tests alors que le cahier des charges prévoit que ce soient les exploitants des installations eux-mêmes qui feraient ces tests.
Finalement le cahier des charges, approuvé le 25 mai 2011 après d'intenses négociations, comprend une batterie très large de tests dont en particulier l'étude de la résistance à des catastrophes liées au facteur humain, comme un accident d’avion ou une explosion à proximité d’une centrale, les conséquences de tels accidents étant similaires à celles d’actes terroristes. Les conclusions de ce volet ne devraient toutefois pas être rendues publiques, compte tenu des problématiques de sécurité nationale,.
Les domaines suivants doivent être étudiés :
- la résistance aux aléas naturels majeurs : séisme et inondation ;
- la résistance aux conséquences suivantes de ces aléas ou d'autres aléas naturels majeurs : perte de l'alimentation électrique, perte de la source froide et combinaison des deux ;
- la résistance à la survenance d'accidents graves : perte de fonction de refroidissement du cœur, perte de fonction de refroidissement des piscines de stockage du combustible et perte de l'intégrité du confinement de l'installation.

Par ailleurs, une évaluation des conséquences de la perte des fonctions de sécurité par rapport à des situations provoquées par des événements déclencheurs indirects, comme par exemple de graves perturbations du réseau de production électrique affectant les systèmes de distribution d'électricité ou un incendie de forêt ou un accident d'avion, sera aussi réalisée.
L'examen de l'adéquation des mesures et moyens d'urgence pour la protection des populations gérées par les autorités compétentes et situées en dehors du site et différentes de l'exploitant (services d'incendie et de secours, police, services de santé, etc.) ne font pas partie de ces « stress tests ».

## Installations concernées

### États membres de l'Union européenne
En 2011, 143 réacteurs nucléaires sont en activité sur le territoire de quatorze États sur les vingt-sept que compte l'Union européenne. Ils se répartissent comme suit.
| Pays               | Nb centrales | Nb réacteurs | REP | REB | PHWR | GCR |    | Age moyen au 1er mai 2011 | Nb réacteurs >30 ans en 2011 | Nb réacteurs >40 ans en 2011 | Puissance nucléaire nette installée en MW | Energie électrique totale produite en 2010 (TWh) | Energie lectrique nucléaire produite en 2010 (TWh) | Taux   |
| ------------------ | ------------ | ------------ | --- | --- | ---- | --- | -- | ------------------------- | ---------------------------- | ---------------------------- | ----------------------------------------- | ------------------------------------------------ | -------------------------------------------------- | ------ |
| France             | 19           | 58           | 58  | 0   | 0    | 0   | 2  | 26,2                      | 16                           | 0                            | 63 130                                    | 550,3                                            | 407,9                                              | 74,1 % |
| Royaume-Uni        | 10           | 19           | 1   | 0   | 0    | 18  | 7  | 30,3                      | 1                            | 0                            | 10 137                                    | 360,3                                            | 56,4                                               | 17,1 % |
| Allemagne          | 12           | 17           | 11  | 6   | 0    | 0   | 9  | 29,2                      | 7                            | 0                            | 20 480                                    | 488                                              | 133                                                | 2,9 %  |
| Suède              | 5            | 10           | 3   | 7   | 0    | 0   | 12 | 32,3                      | 7                            | 0                            | 9 036                                     | 144,5                                            | 55,1                                               | 15,1 % |
| Espagne            | 6            | 8            | 6   | 2   | 0    | 0   | 13 | 28                        | 1                            | 1                            | 7 450                                     | 294,9                                            | 59,3                                               | 48,1 % |
| Belgique           | 2            | 7            | 7   | 0   | 0    | 0   | 14 | 31,2                      | 3                            | 0                            | 5 902                                     | 89,4                                             | 45,7                                               | 38,1 % |
| République tchèque | 2            | 6            | 6   | 0   | 0    | 0   | 15 | 19,8                      | 0                            | 0                            | 3 678                                     | 79,5                                             | 26,4                                               | 51,1 % |
| Finlande           | 1            | 4            | 2   | 2   | 0    | 0   | 18 | 32,2                      | 4                            | 0                            | 2 696                                     | 77                                               | 21,9                                               | 28,4 % |
| Hongrie            | 1            | 4            | 4   | 0   | 0    | 0   | 18 | 25,9                      | 0                            | 0                            | 1 889                                     | 35,2                                             | 14,8                                               | 28,4 % |
| Slovaquie          | 2            | 4            | 4   | 0   | 0    | 0   | 18 | 19,2                      | 0                            | 0                            | 1 762                                     | 26,1                                             | 13,5                                               | 51,7 % |
| Slovénie           | 1            | 1            | 1   | 0   | 0    | 0   | 28 | 29,6                      | 0                            | 0                            | 666                                       | 14,4                                             | 5,4                                                | 33,0 % |
| Roumanie           | 1            | 2            | 0   | 0   | 2    | 0   | 22 | 9,3                       | 0                            | 0                            | 1 300                                     | 54,9                                             | 10,7                                               | 5,2 %  |
| Pays-Bas           | 1            | 1            | 1   | 0   | 0    | 0   | 28 | 37,8                      | 1                            | 0                            | 487                                       | 111                                              | 3,8                                                | 3,1 %  |
| Bulgarie           | 1            | 2            | 2   | 0   | 0    | 0   | 22 | 21,6                      | 0                            | 0                            | 1 906                                     | 46                                               | 15,2                                               | 3,3 %  |
| Europe             | 64           | 143          | 106 | 17  | 2    | 18  |    | 25,4                      | 91                           | 7                            | 130 519                                   | 2371,5                                           | 869,1                                              | 36,7 % |

Ces 143 réacteurs font l'objet de tests de sûreté. La France quant à elle décide de faire porter les tests de résistance, dénommés localement « évaluations complémentaires de sûreté », sur toutes les installations nucléaires susceptibles de présenter des risques en cas d'évènements de même nature que ceux de Fukushima, et non pas uniquement sur les réacteurs de puissance. Ce sont ainsi 150 installations qui sont concernées.

### États non membres de l'Union européenne
La démarche s'étend à d'autres pays en dehors de l'Union européenne. À l'issue d'une réunion qui se tient le 23 juin 2011 sous la présidence du Commissaire européen Oettinger, sous-ministre de l'Énergie de l'Union européenne, les représentants des autorités nationales des pays limitrophes et en coopération avec l'Europe, l'Arménie, la Biélorussie, la Croatie, la Russie, la Suisse, la Turquie et l'Ukraine signent une déclaration commune en matière de sûreté nucléaire. Ils reconnaissent la nécessité d'une approche cohérente à l'égard de la sûreté nucléaire par tous les pays faisant usage de l'énergie nucléaire du fait de la nature transfrontalière des accidents nucléaires et confirment leur volonté d'entreprendre sur une base volontaire des tests de résistance de sûreté (en anglais : stress tests), sur la base du cahier des charges établi par la Commission européenne et le groupement européen des autorités de sûreté nucléaire (ENSREG) le 24 mai 2011.

## Calendrier
Le calendrier définit trois étapes. Les tests de résistance doivent être formellement lancés le 1er juin 2011 au plus tard. Chaque État membre doit ensuite transmettre à l’ENSREG et la Commission Européenne un « rapport national » intermédiaire au plus tard le 15 septembre 2011 et son rapport national définitif au plus tard le 31 décembre 2011.
La Commission européenne, avec l'appui de l'ENSREG, présente un rapport intermédiaire au Conseil de l'Union européenne pour la réunion du 9 décembre 2011 et un rapport consolidé pour la réunion de juin 2012.